# Izland az 1968. évi nyári olimpiai játékokon
Izland a mexikói Mexikóvárosban megrendezett 1968. évi nyári olimpiai játékok egyik részt vevő nemzete volt. Az országot az olimpián 3 sportágban 8 sportoló képviselte, akik érmet nem szereztek.

## Atlétika
Férfi
| Versenyző             | Versenyszám | Selejtező | Selejtező | Döntő    | Döntő    |
| Versenyző             | Versenyszám | Eredmény  | Helyezés  | Eredmény | Helyezés |
| --------------------- | ----------- | --------- | --------- | -------- | -------- |
| Jón Ólafsson          | Magasugrás  | 206 cm    | 27.       | kiesett  | kiesett  |
| Guðmundur Hermannsson | Súlylökés   | 17,35 m   | 16.       | kiesett  | kiesett  |

| Versenyző           | Versenyszám | 100 m | 100 m | Távolugrás | Távolugrás | Súlylökés | Súlylökés | Magasugrás | Magasugrás | 400 m | 400 m | 110 m gát        | 110 m gát        | Diszkoszvetés | Diszkoszvetés | Rúdugrás      | Rúdugrás      | Gerelyhajítás | Gerelyhajítás | 1500 m        | 1500 m        | Végeredmény   | Végeredmény   |
| Versenyző           | Versenyszám | Idő   | Pont  | Eredmény   | Pont       | Eredmény  | Pont      | Eredmény   | Pont       | Idő   | Pont  | Idő              | Pont             | Eredmény      | Pont          | Eredmény      | Pont          | Eredmény      | Pont          | Idő           | Pont          | Pont          | Helyezés      |
| ------------------- | ----------- | ----- | ----- | ---------- | ---------- | --------- | --------- | ---------- | ---------- | ----- | ----- | ---------------- | ---------------- | ------------- | ------------- | ------------- | ------------- | ------------- | ------------- | ------------- | ------------- | ------------- | ------------- |
| Valbjörn Þorláksson | Tízpróba    | 11,12 | 834   | 676 cm     | 757        | 12,59 m   | 642       | 170 cm     | 544        | 53,22 | 672   | nem állt rajthoz | nem állt rajthoz | nem ért célba | nem ért célba | nem ért célba | nem ért célba | nem ért célba | nem ért célba | nem ért célba | nem ért célba | nem ért célba | nem ért célba |

## Súlyemelés
| Versenyző          | Versenyszám | Nyomás   | Nyomás   | Szakítás                 | Szakítás                 | Lökés    | Lökés    | Összesen | Helyezés |
| Versenyző          | Versenyszám | Eredmény | Helyezés | Eredmény                 | Helyezés                 | Eredmény | Helyezés | Összesen | Helyezés |
| ------------------ | ----------- | -------- | -------- | ------------------------ | ------------------------ | -------- | -------- | -------- | -------- |
| Óskar Sigurpálsson | 90 kg       | 145,0    | 12.      | érvényes kísérlet nélkül | érvényes kísérlet nélkül | kiesett  | kiesett  | kiesett  | kiesett  |

## Úszás
Férfi
| Versenyző          | Versenyszám    | Előfutam | Előfutam | Előfutam | Elődöntő | Elődöntő | Elődöntő | Döntő   | Döntő    |
| Versenyző          | Versenyszám    | Idő      | Hely.    | Össz.    | Idő      | Hely.    | Össz.    | Idő     | Helyezés |
| ------------------ | -------------- | -------- | -------- | -------- | -------- | -------- | -------- | ------- | -------- |
| Gudmunður Gíslason | 100 m gyors    | 58,6     | 7.       | 50.*     | kiesett  | kiesett  | kiesett  | kiesett | kiesett  |
| Gudmunður Gíslason | 100 m pillangó | 1:03,3   | 6.       | 40.      | kiesett  | kiesett  | kiesett  | kiesett | kiesett  |
| Gudmunður Gíslason | 200 m vegyes   | 2:24,1   | 5.       | 27.      |          |          |          | kiesett | kiesett  |
| Gudmunður Gíslason | 400 m vegyes   | 5:20,2   | 7.       | 29.      |          |          |          | kiesett | kiesett  |
| Leiknir Jónsson    | 100 m mell     | 1:16,3   | 5.       | 35.*     | kiesett  | kiesett  | kiesett  | kiesett | kiesett  |
| Leiknir Jónsson    | 200 m mell     | 2:48,8   | 6.       | 35.      |          |          |          | kiesett | kiesett  |

Női
| Versenyző                  | Versenyszám  | Előfutam | Előfutam | Előfutam | Elődöntő | Elődöntő | Elődöntő | Döntő   | Döntő    |
| Versenyző                  | Versenyszám  | Idő      | Hely.    | Össz.    | Idő      | Hely.    | Össz.    | Idő     | Helyezés |
| -------------------------- | ------------ | -------- | -------- | -------- | -------- | -------- | -------- | ------- | -------- |
| Hrafnhildur Guðmundsdóttir | 100 m gyors  | 1:06,3   | 7.       | 44.*     | kiesett  | kiesett  | kiesett  | kiesett | kiesett  |
| Hrafnhildur Guðmundsdóttir | 200 m gyors  | 2:28,5   | 7.       | 34.      |          |          |          | kiesett | kiesett  |
| Hrafnhildur Guðmundsdóttir | 200 m vegyes | 2:44,3   | 5.       | 29.      |          |          |          | kiesett | kiesett  |
| Ellen Ingvadóttir          | 200 m vegyes | 2:43,1   | 4.       | 28.      |          |          |          | kiesett | kiesett  |
| Ellen Ingvadóttir          | 100 m mell   | 1:22,6   | 6.       | 23.**    | kiesett  | kiesett  | kiesett  | kiesett | kiesett  |
| Ellen Ingvadóttir          | 200 m mell   | 2:58,2   | 6.       | 22.      |          |          |          | kiesett | kiesett  |

* - egy másik versenyzővel azonos időt ért el

** - két másik versenyzővel azonos időt ért el